# Xã Garden Hill, Quận Wayne, Illinois
Xã Garden Hill (tiếng Anh: Garden Hill Township) là một xã thuộc quận Wayne, tiểu bang Illinois, Hoa Kỳ. Năm 2010, dân số của xã này là 145 người.